# Teatro nazionale Rustaveli
Il teatro nazionale Shota Rustaveli (in georgiano შოთა რუსთაველის აკადემიური თეატრი?, Shota Rustavelis Sakhelobis akademiuri Teatri) è uno dei teatri più grandi e antichi della Georgia, situato nella capitale Tbilisi, in viale Rustaveli. Il teatro è un edificio ornato in stile barocco e rococò. Esso è stato fondato nel 1887 e dal 1921 porta il nome del poeta nazionale georgiano Shota Rustaveli.

## Storia
Il nome del Rustaveli State Drama Theatre è conosciuto in Georgia e all'estero. A lungo associati all'alta abilità artistica e al teatro serio, i suoi attori di talento e i produttori pionieri continuano insieme a collaborare a produzioni curiose, stimolanti e moderne. Al di fuori della Georgia, è spesso chiamato "The Theatre of Stars" in onore dei doni dei suoi attori. Contraddistinto dal suo vigore giovanile e dalla costante ricerca di nuove direzioni e forme teatrali, il Rustaveli è stato per oltre un secolo l'epicentro dell'espressione nazionale georgiana. Allora come oggi, l'ethos del teatro è sempre stato quello di mettere in scena opere socialmente impegnate e profondamente creative.
Nel corso degli anni, i migliori scrittori e artisti della nazione hanno messo in scena innumerevoli produzioni sul palco di Rustaveli. Ognuno dei tanti produttori del teatro ha lasciato la propria impronta sul teatro, ma tutti gli spettacoli selezionati per chiarezza di significato e rilevanza sociale senza compromessi artistici.
Il Teatro Rustaveli è stato fondato nel 1879 da uno speciale comitato drammatico composto da famosi attori e scrittori georgiani insieme a personaggi culturali e politici. Da quel momento il teatro ha avuto una storia romantica ma a volte provante. Poco dopo la fondazione del teatro nel 1882, l'opera teatrale di David Eristavi The Homelandè stato rappresentato in una produzione che presto è diventata un evento nazionale. Assistendo a uno spettacolo in cui la decorazione del set includeva bandiere nazionali e dove i georgiani celebravano la gloria del loro passato indipendente mentre parlavano la loro lingua madre, gli spettatori hanno iniziato a fare manifestazioni pacifiche spontanee a metà spettacolo. Divenne anche un grande motivo di preoccupazione agli occhi del governo imperiale russo, e così quasi subito dopo il suo inizio il Rustaveli fu al centro dell'attualità. Una delle figure chiave del passato del teatro è il drammaturgo politico Kote Marjanishvili, le cui opere hanno sostenuto la riforma sociale. Akhmeteli, un altro luminare della storia del teatro e un celebre pioniere della regia concettuale, ha diretto la sua sceneggiatura Fuente Ovejuna (1922), di AntonovSun Eclipse in Georgia (1923) e Hamlet (1925) con uno stile leggero ma incisivo, saldamente radicato nel carattere nazionale georgiano.
Le stupefacenti produzioni di Akhmeteli si distinguevano per un senso di coscienza civica, moderazione e per la sua stessa natura esigente. I suoi spettacoli più famosi sono La disorganizzazione di Lavrev ( 1928), Anzori di Shanshiashvili (1928), Lamara di Robakidze (1930) e Tetnuldi di Dadiani (1931). I sovietici in seguito giustiziarono Akhmeteli come nazionalista e nemico del popolo nel 1936. A quel tempo giustiziarono, punirono o esiliarono anche un certo numero di attori e altri impiegati del teatro.
L'ideologia sovietica represse lo sviluppo della direzione concettuale sulla base del fatto che si concentrava sulla Georgia come nazione con una propria cultura spirituale distinta dall'URSS e che era troppo individualista. I sovietici percepivano entrambe queste accuse come minacce ai principi fondamentali della teoria di classe marxista, e così durante l'era di Stalin il Rustaveli era troppo spesso poco più di una mostra museale in cui le produzioni esprimevano la lotta popolare per il progresso e la giustizia nel realista sociale tradizione. Isolato dalla pratica teatrale in rapido sviluppo dell'Europa, era impossibile per il teatro continuare le conquiste degli anni '20 e dei primi anni '30.
Ma sebbene la macchina statale sovietica abbia soppresso senza pietà la libertà di espressione artistica, il teatro è sopravvissuto fino ad oggi nonostante le sue battute d'arresto ed è persino riuscito a mettere in scena diverse produzioni interessanti in quel momento difficile.
Sulla scia dell'ammorbidimento politico seguito alla morte di Stalin nel 1953, la vita a teatro iniziò a cambiare. Il precursore di questo nuovo capitolo nella storia del teatro è stato il regista Tumashvili. Le sue produzioni di Spanish Priest (1954), Chinchraka (1963), When There is Such Love (1959) e Antigone (1968) hanno portato al teatro una professionalità rinfrescante, una teatralità sofisticata e una chiarezza. Erano state poste le basi per una diversa cultura del lavoro e un approccio molto più moderno.
Una nuova generazione di registi teatrali ha trovato casa ai Rustaveli negli anni '60. Il rappresentante più notevole di questa nuova ondata è stato Robert Sturua, le cui produzioni politiche altamente critiche e la voce lirica ma psicologicamente impegnativa hanno reso famoso il teatro nel mondo. La produzione fortemente satirica e grottesca di Sturua di Kvarkvare (un'opera teatrale dell'autore georgiano P. Kakabadze che attinge ad Arturo Ui di Brecht ) ha avuto una profonda influenza sul pubblico non abituato a una presa in giro così pungente dello stato.
Le ormai leggendarie produzioni di Sturua di The Caucasian Chalk Circle (1975), Richard III (1979) e King Lear (1987) sono state presentate nei festival di tutto il mondo. Ad oggi, gli spettacoli sono stati rappresentati in Argentina, Australia, Bulgaria, Ungheria, Israele, Italia, Messico, Polonia, Russia, Spagna, Svizzera, Regno Unito e Jugoslavia.
I Rustaveli hanno continuato a svolgere lavori durante gli anni '90, un periodo profondamente impegnativo per i paesi post-sovietici. Sono state create performance che hanno cercato di esprimere i problemi dei tempi moderni e hanno cercato nuovi metodi di espressione artistica. Sturua ei suoi attori iniziarono a dedicarsi a performance più sperimentali, una delle quali era uno spettacolo basato sull'alfabeto georgiano chiamato ABC.
Nella sua storia, le persone che compongono il teatro sono state legate da convinzione creativa e civica, energia instancabile e una grande curiosità comune nella vita.

## Architettura
L'edificio è stato fondato nel 1887 come "Società degli artisti". Su richiesta della Società degli Artisti, diversi celebri artisti furono incaricati di dipingere affreschi sulle pareti e sui soffitti del seminterrato. Questi artisti includevano importanti pittori georgiani Lado Gudiashvili e David Kakabadze , così come lo scenografo teatrale Serge Sudeikin , noto per il suo lavoro per i Ballets Russes e il Metropolitan Opera. Alla fine si unirono al progetto anche altri due importanti pittori georgiani, Mose e Iracly Toidze. I capolavori che un tempo ornavano il livello inferiore del Teatro Rustaveli furono imbiancati durante il periodo del dominio sovietico e solo una piccola parte degli affreschi è stata restaurata.
Nel 1921 l'edificio fu ribattezzato Teatro Rustaveli. La costruzione del teatro è stata finanziata da Alexander Mantashev ed è stata progettata da Cornell K. Tatishchev e Aleksander Szymkiewicz, architetto municipale di Tbilisi.
Dal 2002 al 2005 il teatro ha subito un'accurata ristrutturazione, in gran parte finanziata dall'uomo d'affari georgiano Bidzina Ivanishvili.

### Strutture per lo spettacolo
Il teatro ospita tre palchi tra cui, il palco principale (circa 800 posti), il palco piccolo (283 posti) e un Black Box Theatre (182 posti) per spettacoli sperimentali. Il teatro è disponibile anche per convegni ed eventi e ospita una grande sala da ballo, una piccola sala da ballo e un piccolo foyer.

## Galleria d'immagini

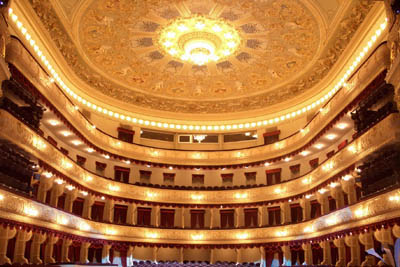
Soffitto costruito con lo stile rococò
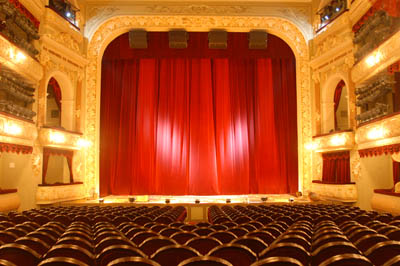
Il palco principale
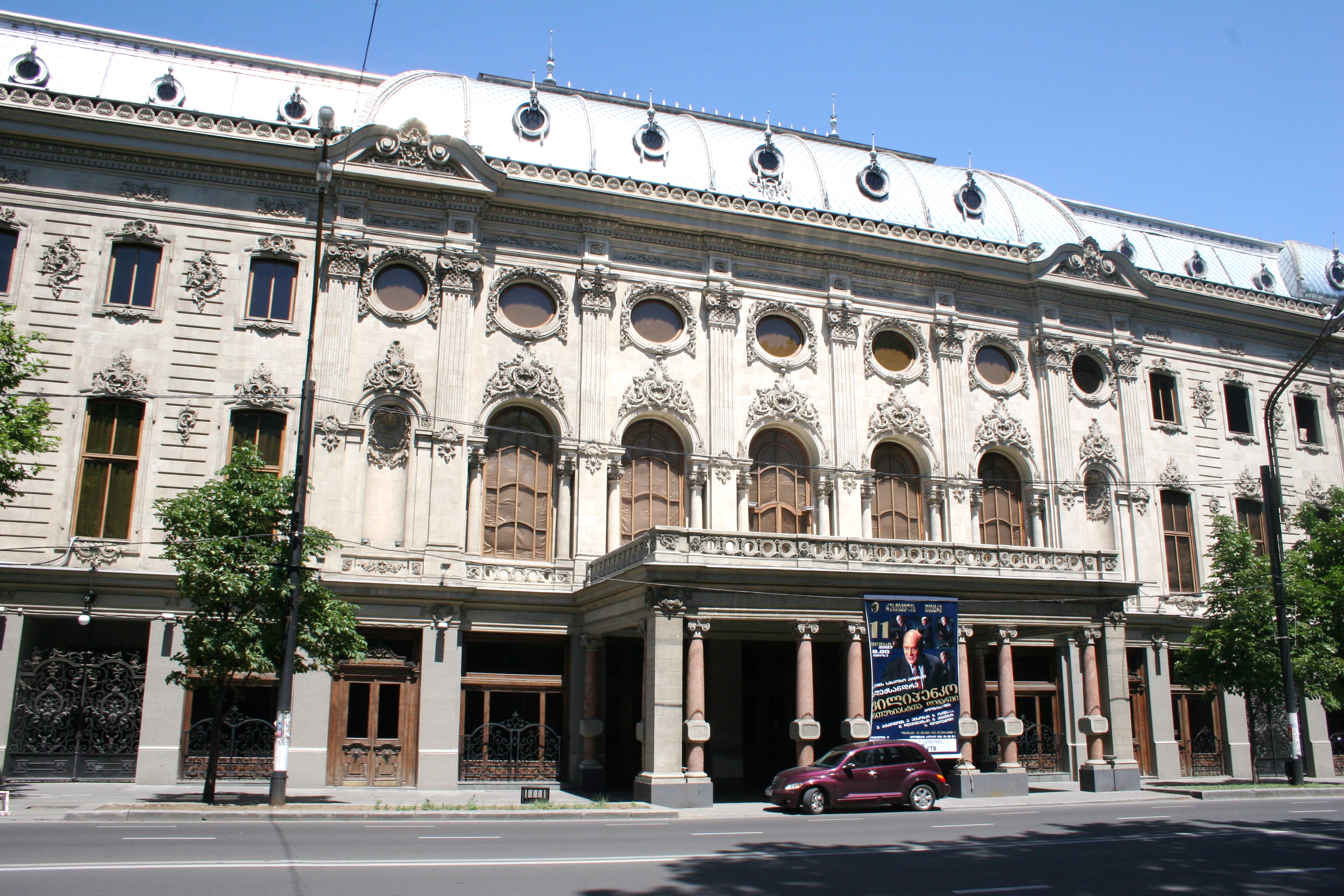
Facciata dell'edificio del teatro
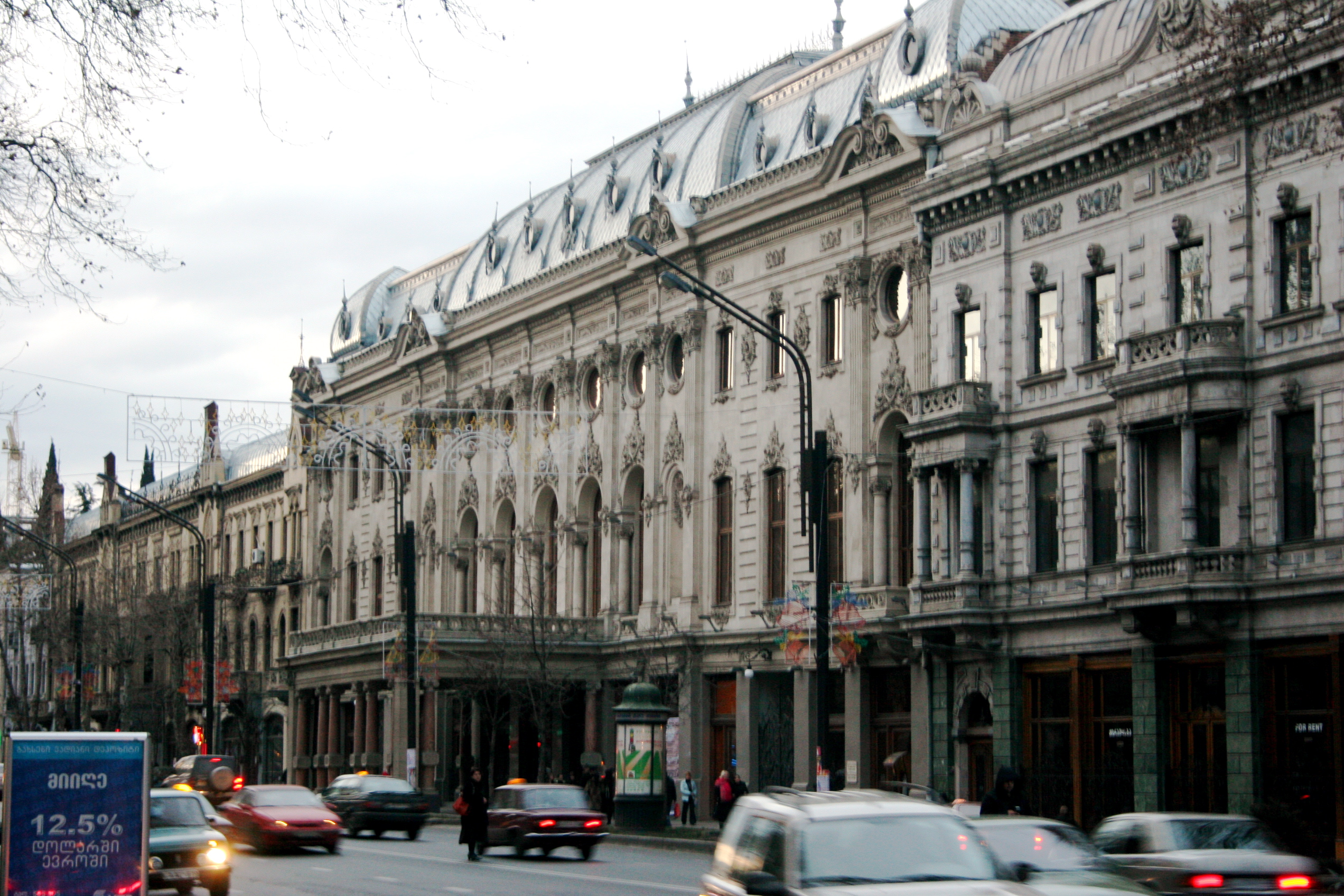
Via Shota Rustaveli con la facciata del teatro

## Direzione e staff

### Amministrazione
- Direttore esecutivo: Giorgi Tevzadze
- Direttore artistico: Robert Sturua
- Amministratore capo: Vakhtang Mataradze
- Ingegnere capo: Giorgi Zandarashvili
- Capo contabile: Tamar Nekerishvili
- Capo del dipartimento delle pubbliche relazioni e marketing: La Sherazadishvili
- Capo del dipartimento delle risorse umane: Lika Chelidze
- Capo del museo: Bela Chumburidze
- Cassiera: Ada Shikhashvili

### Squadra artistica
- Direttore del cast: David Uplisashvili
- Assistente del regista: Nikoloz Heine-Shvelidze
- Scenografo: Giorgi Aleksi-Meskhishvili
- Coreografo: Kote Purtseladze
- Caporedattore: Nino Kantidze
- Supervisore del dipartimento musicale: La Sakadelidze
- Capo del team di gestione della scena: Merab Merabishvili
- Progettista dell'illuminazione: Gocha Giorgadze